# Nagymajtény
Nagymajtény (románul Moftinu Mare, németül: Großmaitingen) falu Romániában, Szatmár megyében.

## Fekvése
Nagykárolytól 14 km-re keletre a Kraszna bal partján fekszik,melytől 5 km-re keletre van.

## Nevének eredete
Neve valószínűleg szláv eredetű, korábbi alakja Mochtin lehetett.

## Története
1330-ban Mothen néven említik először, 1348-ban Mothen, 1387-ben Mahtin, 1490-ben már Maythen Oppidum alakban írják.
Hajdan nevezetes község volt, a 14. században már egyházas hely volt.
1360-ban földesurai Miklós és Petten, Szántai (Zanthoui) Tomay fiai.
1390-ben a Báthori-család tagjaié, akik 1417-ben újabb részt kaptak benne. Ettől kezdve az Ecsedi uradalomhoz tartozott, és annak egyik középpontja volt. Hozzátartozott Dob, Zsadány, Ombod, Amacz, Bazán, Givács, és Szentmiklós.
1609-ben a Báthoryak magvaszakadása után királyi birtok lett.
1638-ban mezővárosi kiváltságai voltak, de a 17. század közepétől ismét az ecsedi uradalomhoz csatolták, és a Bethlenek, majd a Rákócziak birtoka volt. 1647-ben egy itt álló udvarházat említenek a források. II. Rákóczi Ferenc 1698-ban elzálogosítja báró Károlyi Sándornak.
1711. április 30-án a falu melletti síkságon (a későbbi Kismajtény ugyanis ekkor még Nagymajtényhoz tartozó puszta volt) tette le zászlóit a császári főparancsnok előtt a kuruc hadsereg.
Károlyi Sándor zálogjogon a szatmári béke után is megtartotta, de csak fia, Károlyi Ferenc szerzi meg végleg a Rákóczi-örökös Aspremontoktól (1746). A háborúk által nagyon megviselt községből a még itt lakó kevés reformátust Károlyi Sándor Börvelybe telepítette, helyükre pedig Württembergből hozott svábokat.

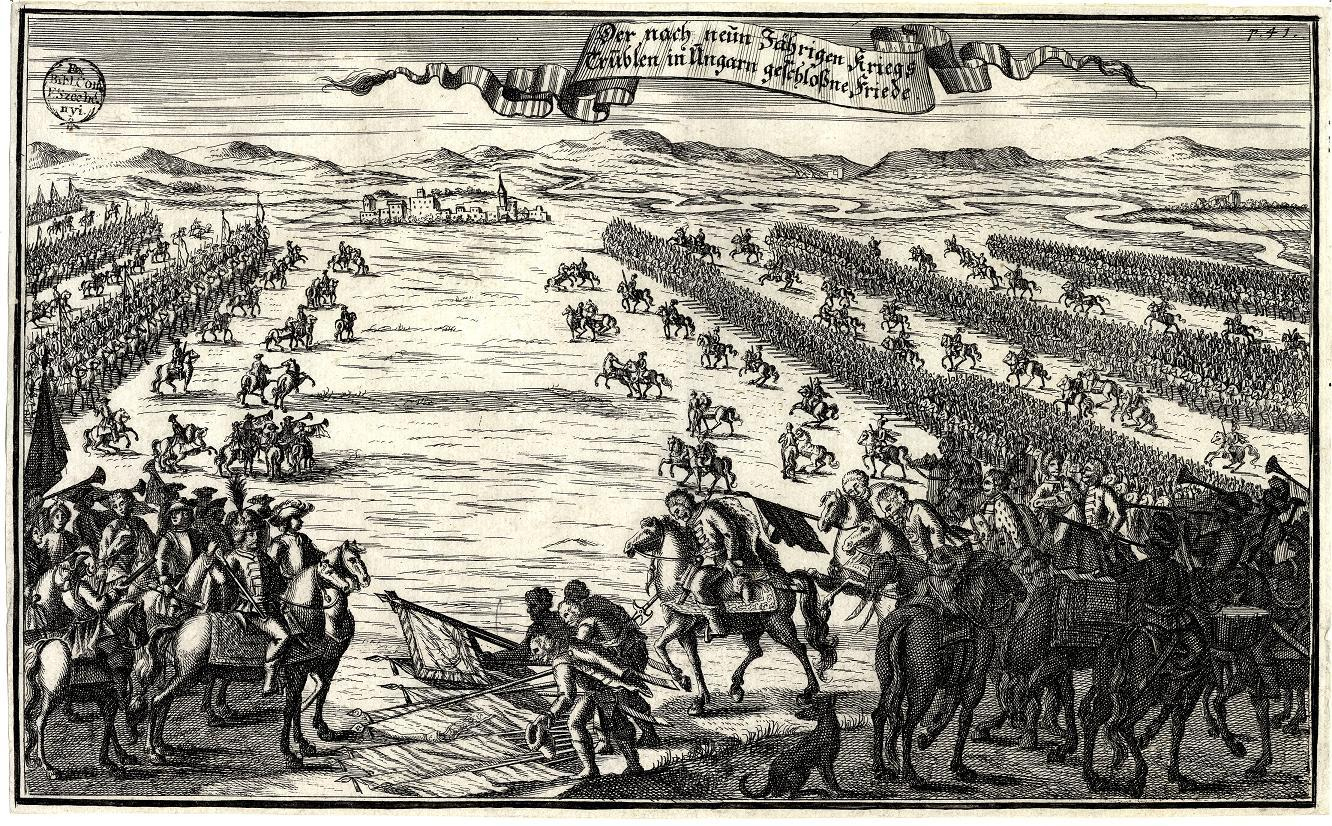
A majtényi kuruc fegyverletétel

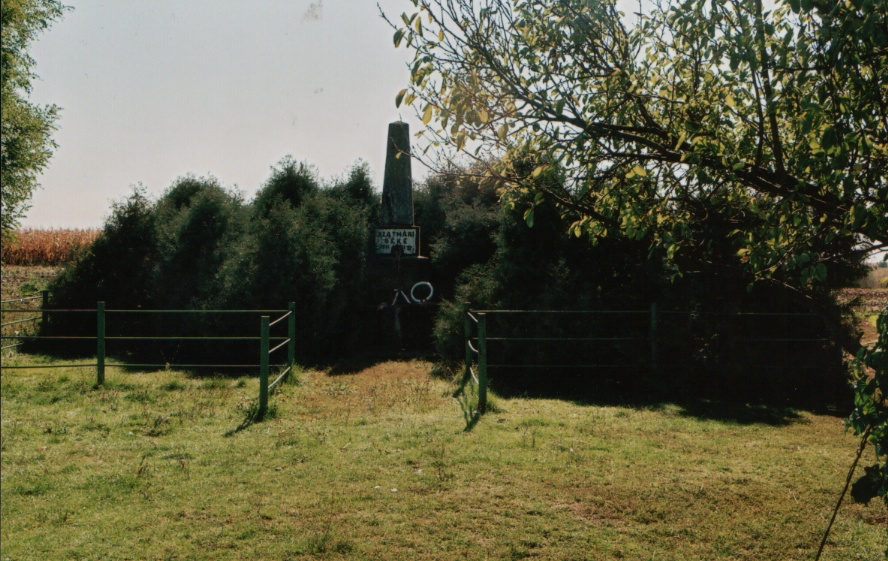
A majtényi sík a szatmári béke emlékművével

1791-ben a község nagy része a templommal együtt egy nagy tűzvészben leégett.
1900-as évek elején gróf Károlyi Lajos birtoka volt.
1910-ben 1894, túlnyomórészt magyar lakosa volt. A trianoni békeszerződésig Szatmár vármegye Nagykárolyi járásához tartozott.

## Itt születtek
- Vajthó László (Nagymajtény, 1887. június 21. – Kecskemét, 1977. december 23.) irodalomtörténész, műfordító, szerkesztő, pedagógus, az irodalomtudományok kandidátusa.
- Kese György (Nagymajtény, 1906. november 6. – Kolozsvár, 1977. november 27.) orvos, nőgyógyász, orvosi szakíró.
- Hegyi Endre (Nagymajtény, 1916. április 9. – Budapest, 1995. július 14.) költő, műfordító, nyelvész.
- Reszler István (Nagymajtény, 1893. július 31. – Rahó, 1968. június 10.) római katolikus áldozópap, esperes, plébános.